# Samassi
Samassi (sardinsky: Samàssi) je italská obec (comune) v provincii Sud Sardegna v regionu Sardinie. Nachází se ve výšce 56 metrů nad mořem a má přibližně 4 800 obyvatel. Rozloha obce je 42,04 km².